# 黃昭 (明鄭)
黃昭（？—1662年），南明末期與明鄭時期初期的武將。
永曆十五年（1661年）三月，延平王鄭成功率軍欲攻佔台灣，黃昭從成功出征。奉令親帶銃手於七鯤身尾與荷蘭兵戰鬥。六月，領軍札北路屯墾。七月與援剿後鎮張志縱管事楊高凌削土番，激變大肚王國的阿德狗讓反，遂令移南路。
永曆十六年（1662年）五月，鄭成功於承天去世，黃昭與蕭拱宸等人擁立鄭成功五弟鄭襲為「護理」，以兵阻止人於思明的世子鄭經返回登基。十一月初一，世子軍登陸，雙方戰於潦港，黃昭中流箭身亡，蕭拱宸等人皆降。世子成功登基，是為鄭經克臺。